# Bartramia jungneri
Bartramia jungneri är en bladmossart som beskrevs av Jean Édouard Gabriel Narcisse Paris 1900. Bartramia jungneri ingår i släktet äppelmossor, och familjen Bartramiaceae. Inga underarter finns listade i Catalogue of Life.